# 마이클 L. 브라운

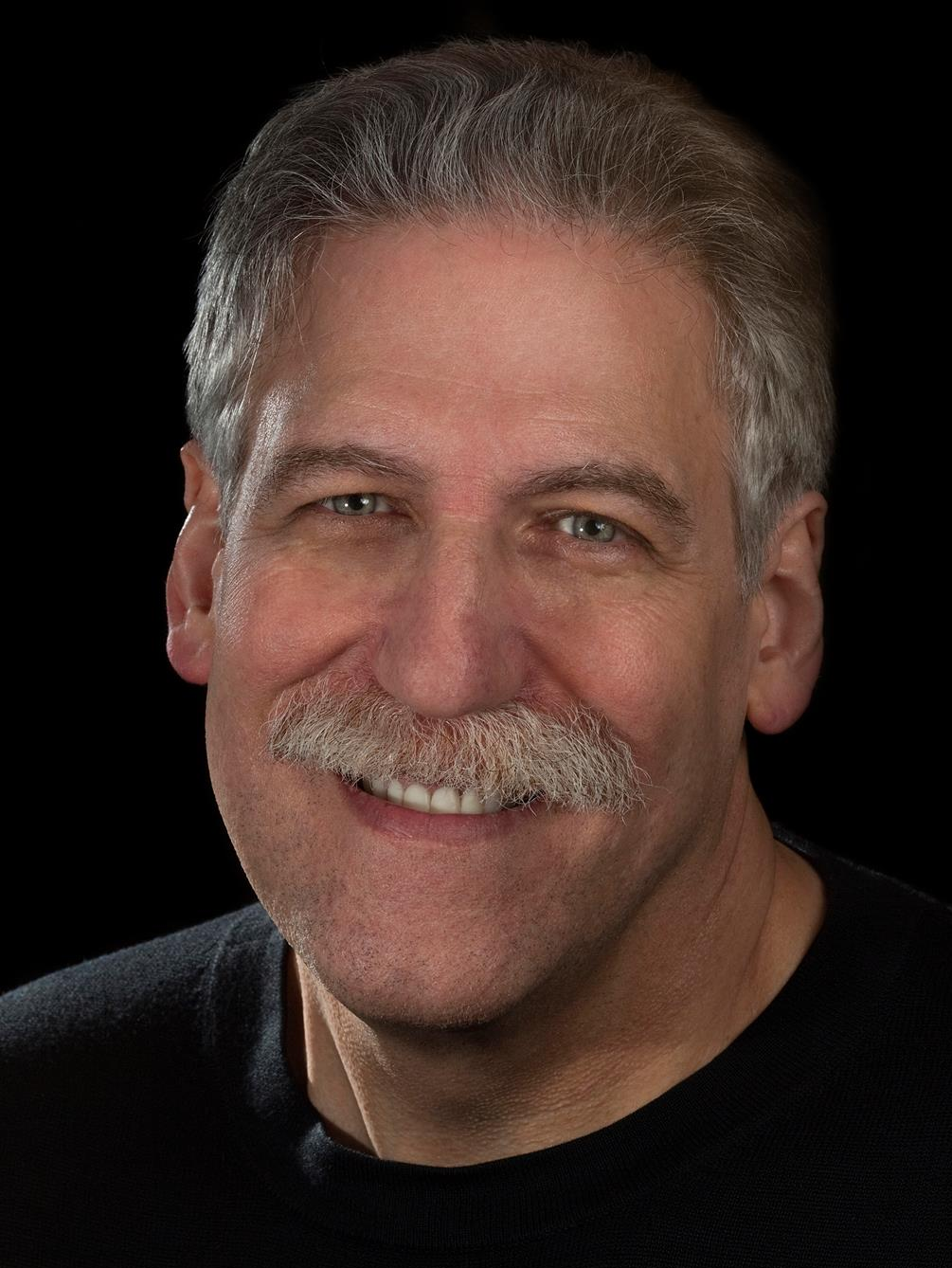
마이클 L. 브라운

마이클 L. 브라운 ( Michael L. Brown; 1955년 3월 16일 ~ )은 기독교 변증학 칼럼니스트이며 메시아닉 유대교 주창자이다. 방대한 양의 저술로, 기독교의 보수적 의견을 제시하고 있으며, 특히, 반동성애, 반사회주의의 목소리를 내고 있다. 뉴욕 대학교에서 근동 언어학에 관하여 박사학위를 받았다.

## 사회주의위험성 경고[1]
브라운은 미국의 밀레니얼 세대가 자본주의보다 사회주의를 더욱 선호한다고 경고하였다. 그들이 왜 사회주의를 선호하는지에 대하여 세가지 이유로 설명하였다.
- 젊은이들은 "평등"을 원한다. 근면을 통한 성공이 조롱거리가 되고 있다.
- 젊은이들은 "자격권리"를 갖고 있으며, 이런 심리상태가 사회주의를 선호하게 만든다. 또한 이것은 공짜를 선호하는 성향을 갖게 만든다.
- 젊은이들은 "수학"을 힐 줄 모른다. 그들은 이런 공짜를 얻게 되면, 당연히 정부가 지불할 것이라고 생각한다.  하지만 이것이 결국에는 자신들이 지불해야 할 것임은 모른다.

## 저서
- Hyper-Grace: Exposing the Dangers of the Modern Grace Message (2014) ISBN 978-1621365891
- The Real Kosher Jesus: Revealing the Mysteries of the Hidden Messiah (2012) ISBN 978-1621360070
- 60 Questions Christians Ask About Jewish Beliefs and Practices (2011) ISBN 978-0800795047
- A Queer Thing Happened to America: And What a Long, Strange Trip It's Been (2011) ISBN 978-0615406091
- It's Time to Rock the Boat (1993) ISBN 978-1560431060
- How Saved Are We? (1990) ISBN 978-1560430551
- Go And Sin No More: A Call To Holiness (1999) ISBN 978-0615730196
- Israel's Divine Healer (1995) ISBN 978-0310200291
- A Time For Holy Fire: Preparing the Way for Divine Visitation (2008) ISBN 978-0981530413
- What Do Jewish People Think about Jesus?: And Other Questions Christians Ask about Jewish Beliefs, Practices, and History (2007) ISBN 978-0800794262
- The Revival Answer Book (2001) ISBN 978-0830726417
- The End of the American Gospel Enterprise (1993) ISBN 978-1560430025
- Revolution!: The Call to Holy War (2000) ISBN 978-0830726400
- Let No One Deceive You (1997) ISBN 978-1560436935
- Our Hands Are Stained with Blood (1992) ISBN 978-1560430681
- Can You Be Gay and Christian?: Responding With Love and Truth to Questions About Homosexuality (2014) ISBN 978-1621365938
- Authentic Fire: A Response to John MacArthur's Strange Fire (2015)

1. ↑  Brown, Michael. “3 Reasons Why So Many Millennials Love Socialism” (영어). 2021년 1월 9일에 확인함.